# Vaphio
Vapheio ou Vaphio, Vafio (en grec moderne : Βάφειο), est un site archéologique grec situé en Laconie, sur la rive droite de l'Eurotas, à quelques kilomètres de l'ancienne Sparte et à proximité immédiate d'Amyclées.

## Tholos de Vaphio
Le site est connu pour abriter une tombe à tholos mycénienne remarquable par ses dimensions (10,35 mètres de diamètre) et par la richesse de son contenu. Elle présente également la particularité d'être bâtie au sommet d'une colline. Les ruines elles-mêmes sont bien connues des habitants de la région, qui réutilisent ses pierres taillées ; elles ont également été visitées par des pilleurs de tombes.

### Archéologie

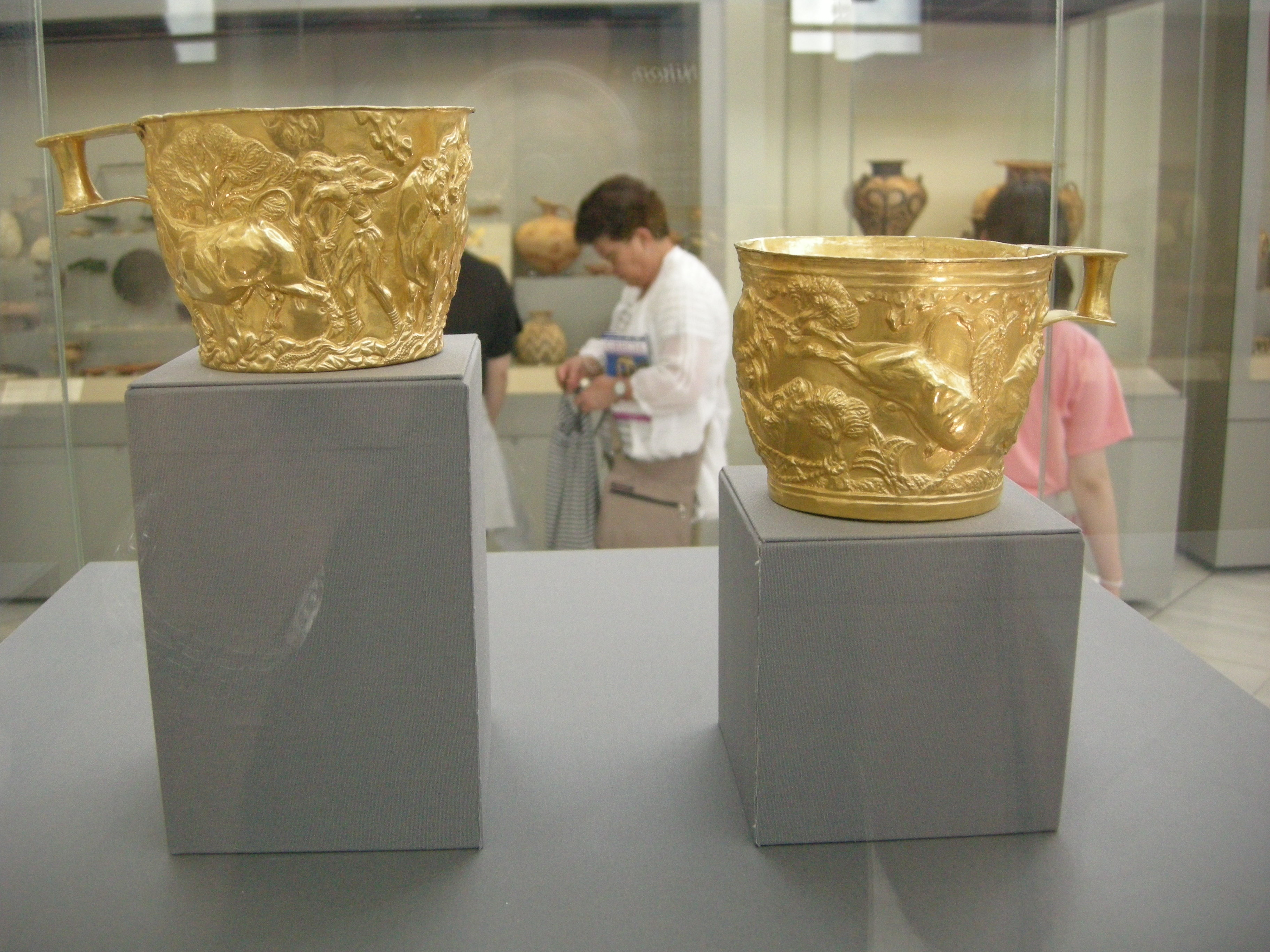
Gobelets de Vaphio (autre face)

En 1888, l'archéologue Chrístos Tsoúntas a mis au jour un puits souterrain sous le sol de la tombe. Il contenait la dépouille du « prince de Vaphio », dont il ne reste quasiment plus rien, ainsi que des objets funéraires enterrés avec lui : des anneaux, des gemmes, un miroir, des vases en albâtre, des perles d'ambre de la Baltique et d'améthyste, des dagues incrustées d'or niellé, des coupes en argent, des javelots de chasse ou encore une hache de type syrien.  
Surtout, le prince tenait entre ses mains deux gobelets d'or, actuellement conservés au Musée national archéologique d'Athènes. 

#### Gobelets de Vaphio
Les deux gobelets sont en or repoussé. L'un (n° 1758) représente la capture violente de taureaux ; l'autre (n° 1759) des bovins attachés et emmenés paisiblement. La qualité de leur travail les place parmi les représentations figurées les plus frappantes de l'âge du bronze grec.
Gobelet n° 1758

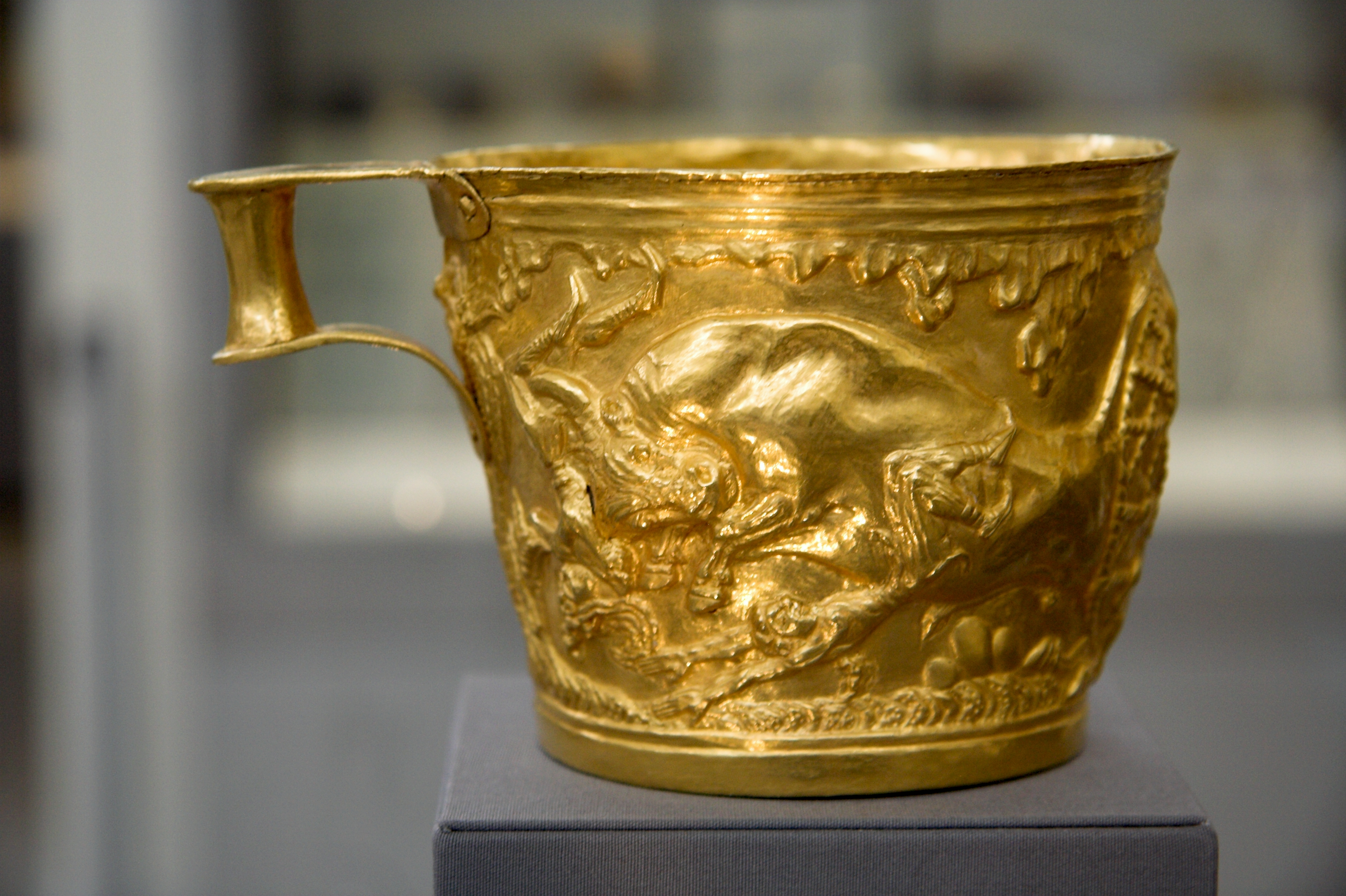
Un taureau renverse deux hommes ;
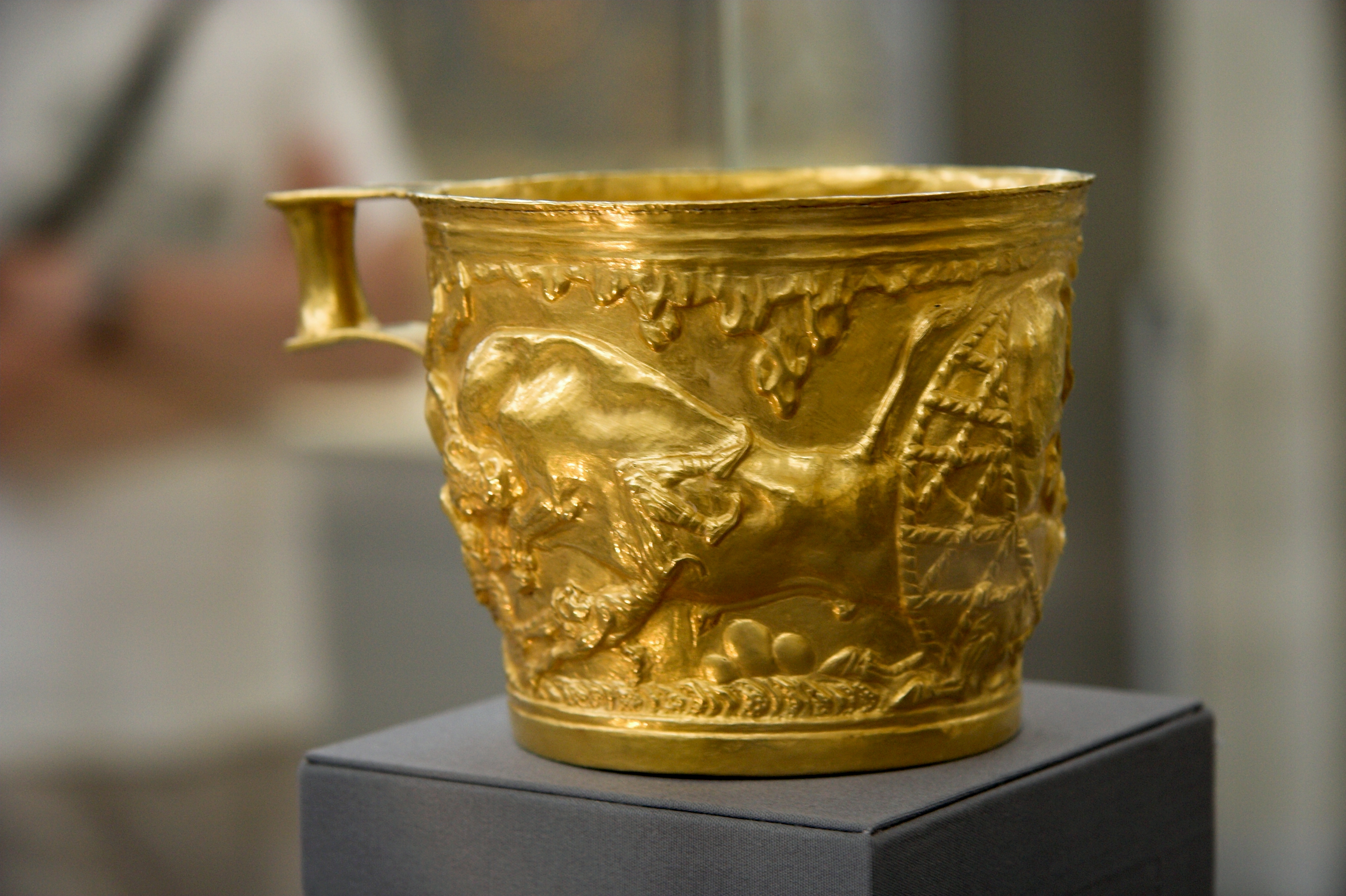
un second est pris dans un filet...
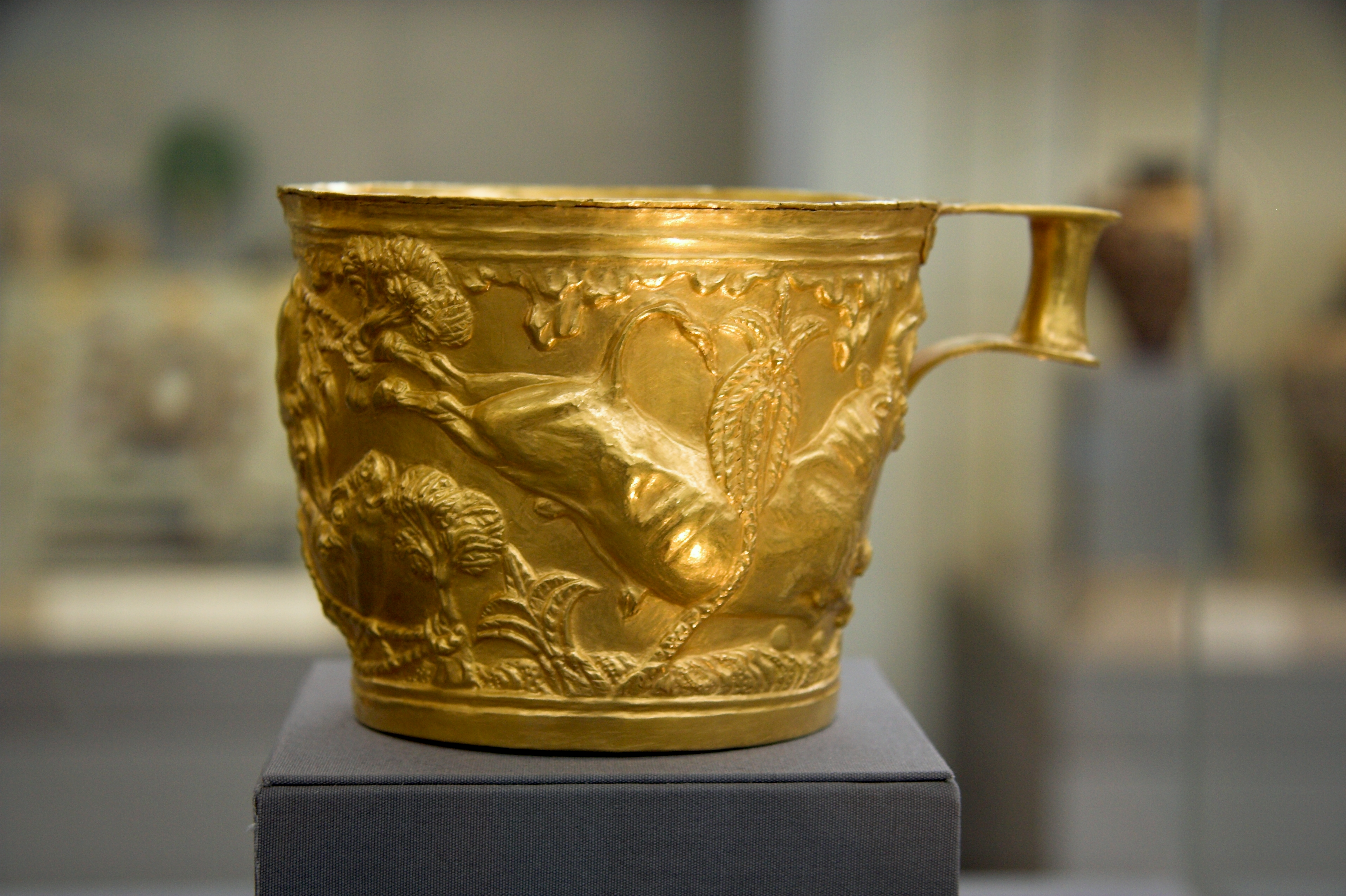
... tendu entre deux arbres ;
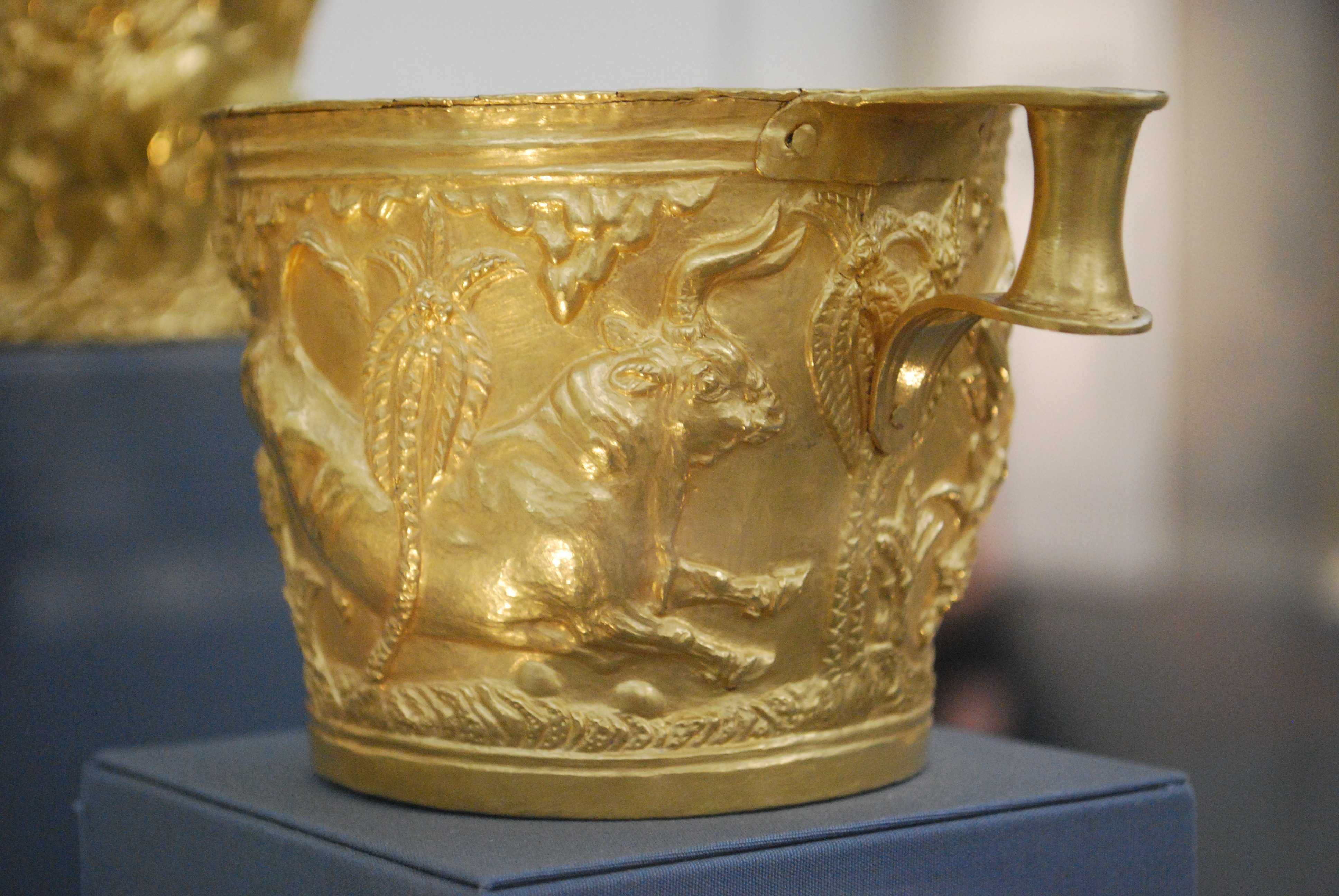
un troisième parvient à s'échapper.

Gobelet n° 1759

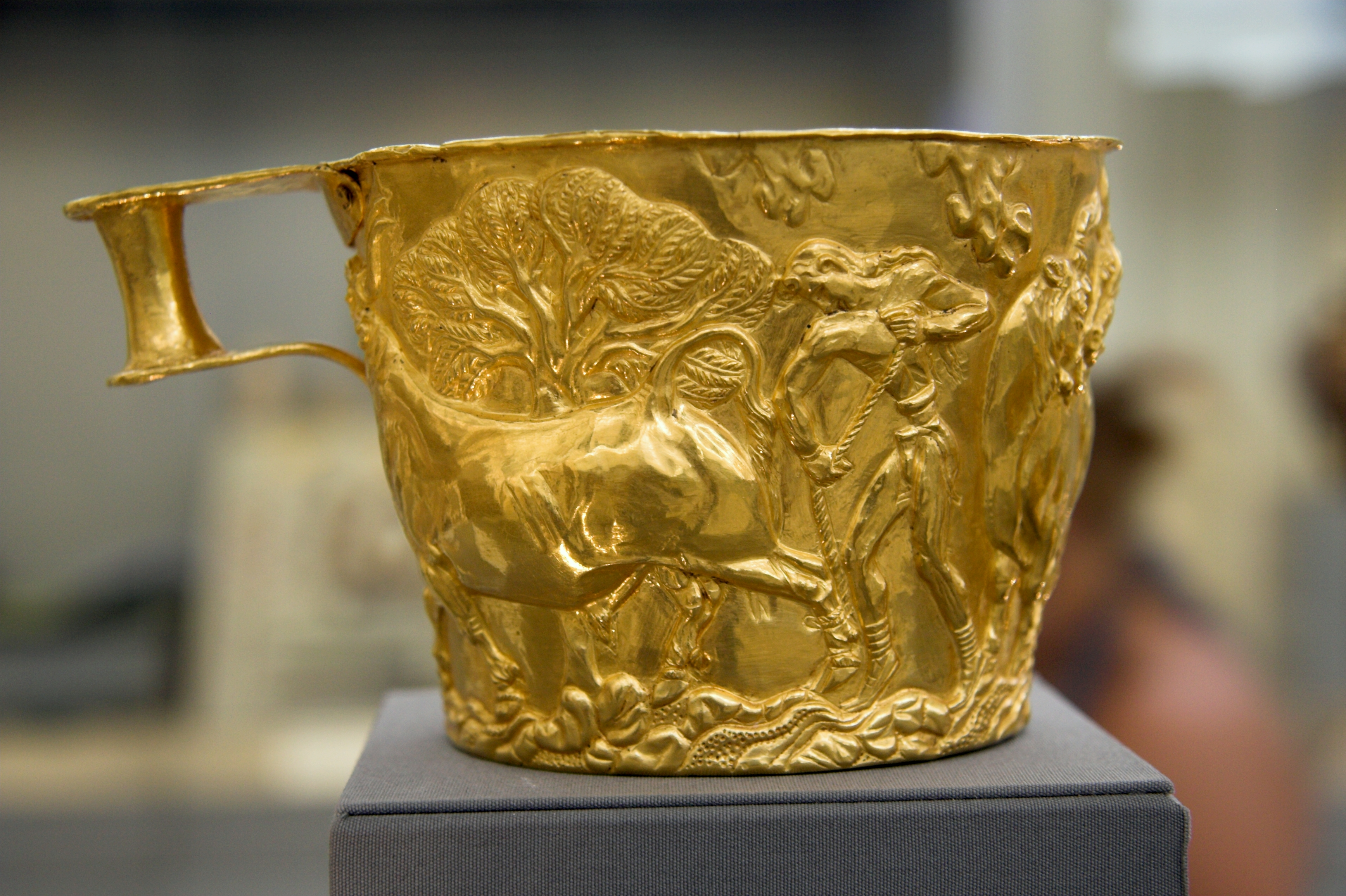
Un bouvier mène une bête attachée ;
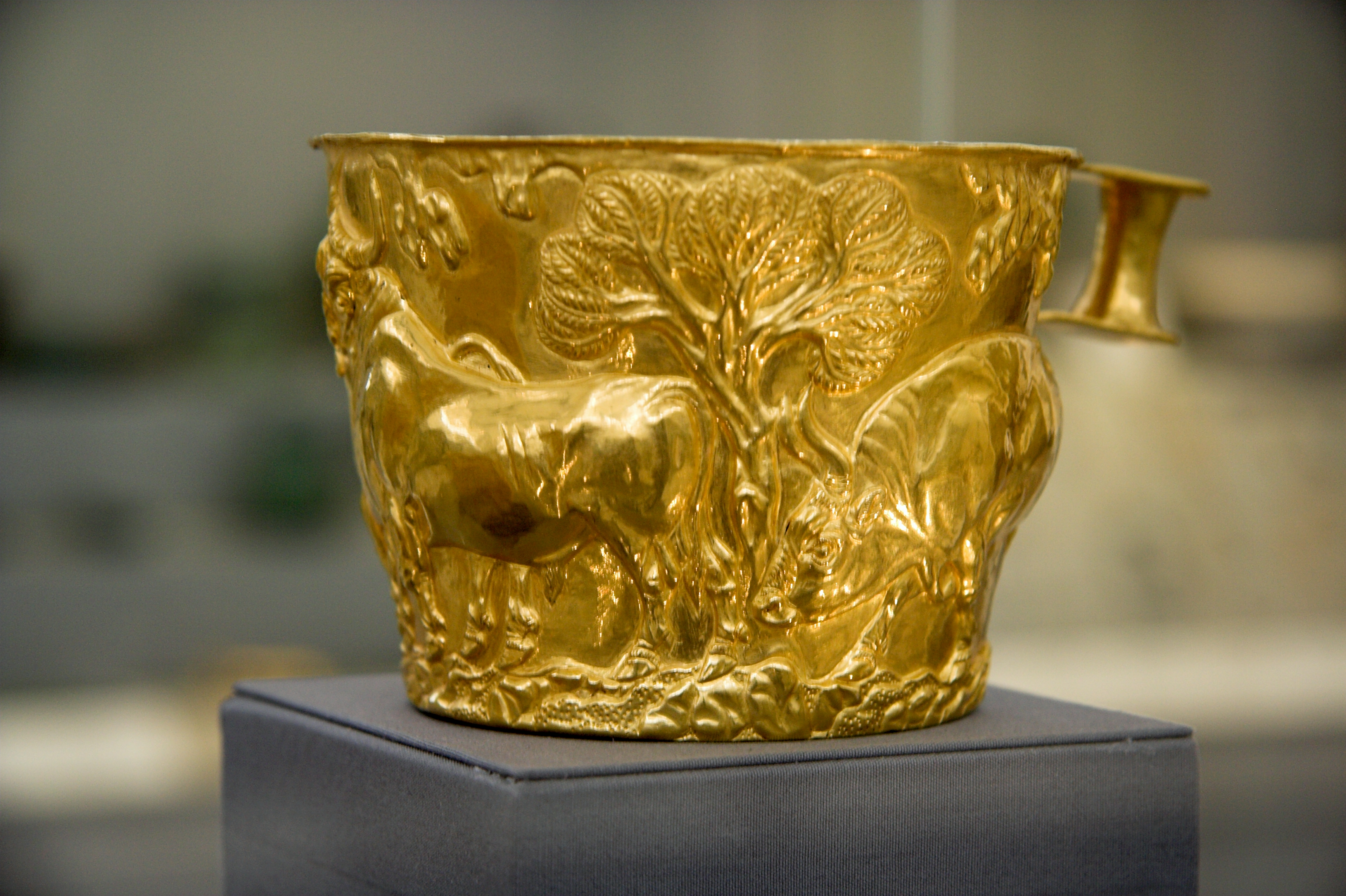
les autres bovins...
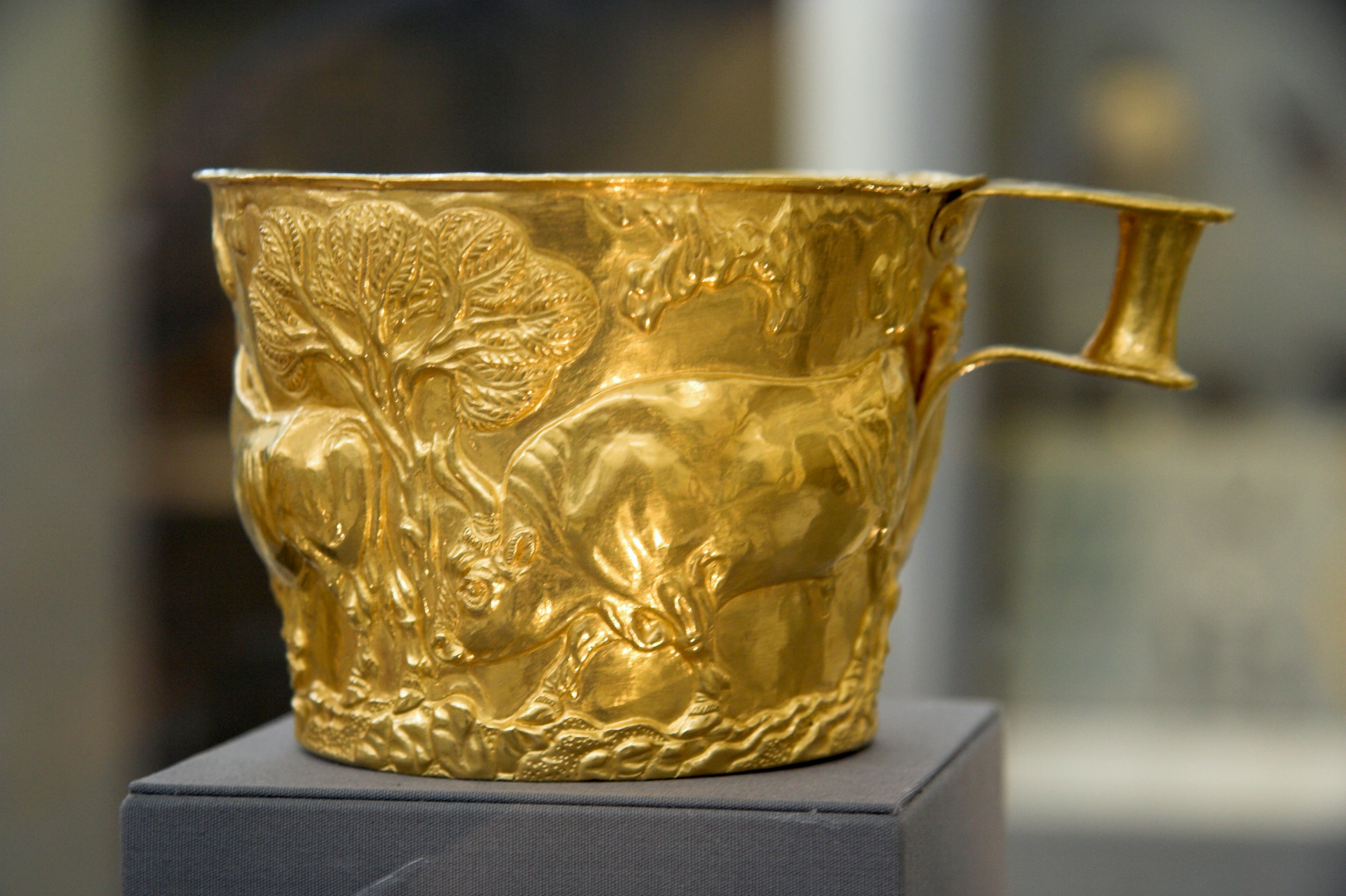
... sont parfaitement paisibles.

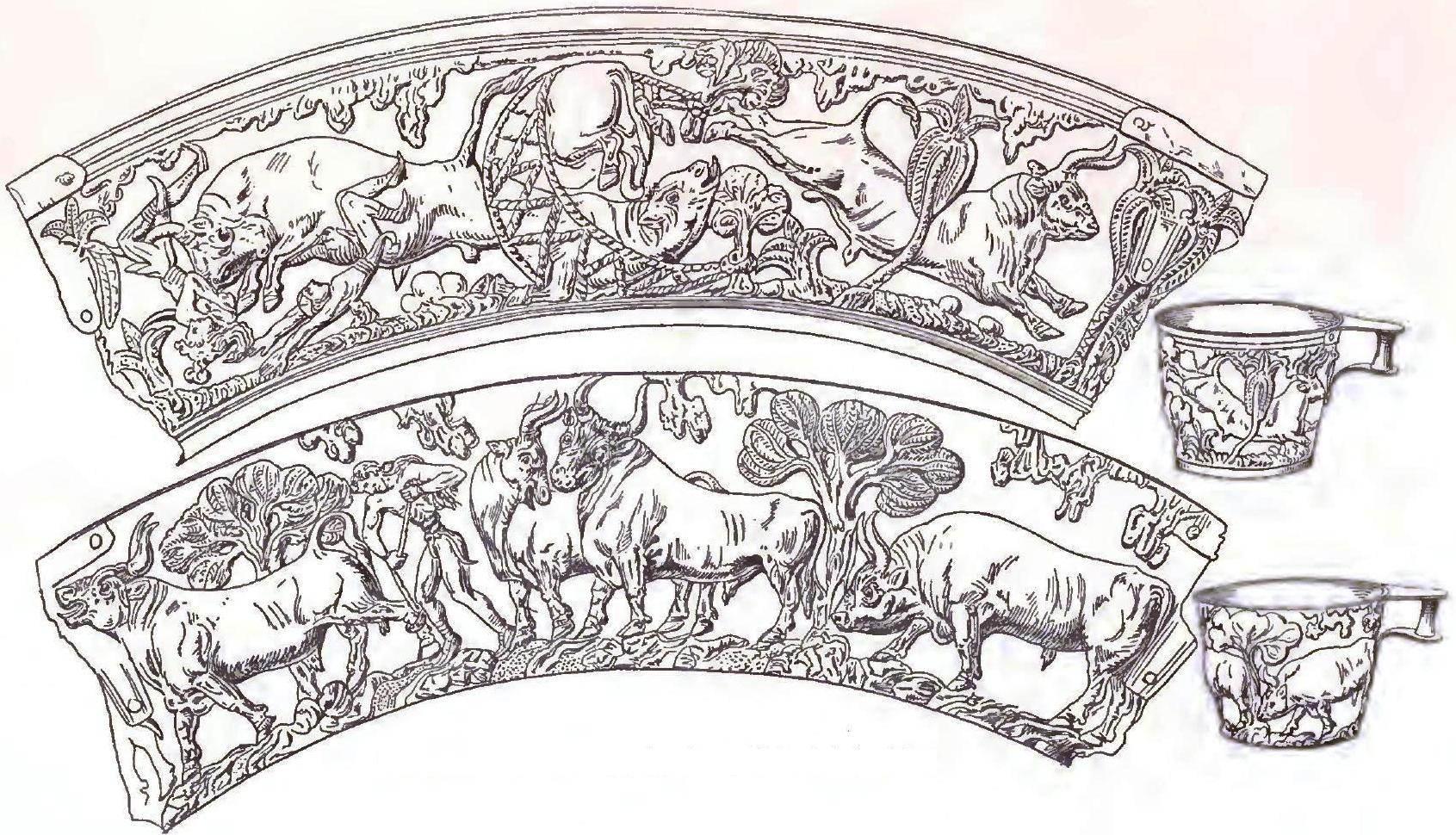
Relevé des scènes figurant sur les deux gobelets